# Dufour
För andra betydelser, se Dufour (olika betydelser).
Dufour är en fransk tillverkare av segelbåtar i La Rochelle. Det finns en Dufourklubb i Sverige med ca 50 medlemmar. 